# Geevarghese Mar Osthathios
Geevarghese Mar Osthathios (* 9. Dezember 1918 in Mavelikkara, Distrikt Alappuzha, Kerala, Indien; † 16. Februar 2012 in Pathanamthitta, Distrikt Pathanamthitta, Kerala) war ein indischer Autor und Geistlicher der Malankara-Orthodox-Syrischen Kirche, der unter anderem von 1975 bis 2007 Metropolit der Diözese Niranam war.

## Leben
Mar Osthathios studierte nach dem Schulbesuch Theologie am Leonard Theological College in Jabalpur und absolvierte anschließend ein postgraduales Studium an der Drew University in den USA, die er mit einem Master of Arts (M.A.) beendete. Darüber hinaus absolvierte er ein weiteres Studium am Union Seminary in Bangalore. Am 9. August 1947 empfing er die Berufung zum Vize-Diakon (Korooyo) durch Metropolit Augen Mar Timotheos und dann am 10. Mai 1956 die Ordination zum Priester. Am 2. Oktober 1974 erfolgte seine Ernennung zum Metropoliten und zum Ramban der Kathedrale St. Mary in Puthencavu.
Nachdem am 16. Februar 1975 die Konsekration zum Bischof erfolgte, wurde er kurz darauf am 1. April 1975 als Nachfolger von Thoma Mar Dionysius zum Metropoliten der Diözese Niranam ernannt. In dieser Funktion war er auch Mitglied der Kommission für Glauben und Kirchenverfassung des Ökumenischen Rates der Kirchen sowie Dozent am Orthodox Theological Seminary in Kottayam. Darüber hinaus war er Präsident des Missionsamtes der Malankara-Orthodox-Syrischen Kirche und Direktor des St Paul’s Mission Training Centre in Mavelikkara.
Im Laufe seiner bis 2007 dauernden Tätigkeit als Metropolit gründete er zahlreiche Hilfsvereine wie die Marriage Assistance Foundation, die Sick Aid Foundation, die Save A Heart Foundation, den House Building Aid Fund, das Mission Training Centre, das MGD Ashram Balabhavan Karunagiri, die St Paul’s Ashram Puthuppady, das Harippad Mission Centre sowie das Yacharam St Gregorios Balagram.
Am 3. Januar 2007 folgte ihm Yuhanon Mar Chrysostomos als Metropolit der Diözese Niranam.

## Veröffentlichungen
- Theology of a Classless Society, ISBN 978-0-7188-2415-0
- Sharing God and a sharing world, ISBN 81-7214-253-6
- The sin of being rich in a poor world: Holy Trinity and social justice